# Етида оп. 10, бр. 12 (Шопен)
Етида оп. 10, бр. 12 у це-молу, позната као „Револуционарна етида” или „Етида о бомбардовању Варшаве”, је композиција за соло клавир Фредерика Шопена написана око 1831, и последња у његовом првом сету, Етиде, оп. 10, посвећена „à son ami Franz Liszt” („свом пријатељу Францу Листу”). Аутографско издање налази се у архиви Стифтелсен Мусиккултуренс Фрамјанде (Stiftelsen Musikkulturens Främjande; The Nydahl Collection) у Стокхолму.

## Историја
Популарна легенда каже да је Шопен био инспирисан да напише 12. етиду након битке за Варшаву 1831. током Новембарског устанка у његовој родној Пољској, али то није поткрепљено чврстим историјским доказима. У сваком случају, дело се први пут појавило отприлике у исто време кад и Новембарски устанак. По завршетку ове битке, која је означила неуспех пољске побуне против Русије, Шопен је наводно узвикнуо: „Све ово ми је нанело много бола. Ко је то могао предвидети?”
За разлику од етида из претходних периода, које су биле осмишљене првенствено да нагласе и развију одређене аспекте музичке технике, романтичарске етиде композитора као што су Шопен и Лист су потпуно развијена концертна дела која учвршћују развој робусније технике.

## Техника и анализа
Техника потребна у уводним тактовима Етиде оп. 10, бр. 12 захтева извођење дугих, гласних силазних пасажа, који формирају доминантни молски нонакорд и граде напетост до главне теме. Дужина и понављање ових брзих пасажа су карактеристични. Остатак дела се фокусира на прстомет леве руке у скалама и арпеђима. Уводна тема, у десној руци, истиче се својом снажном акордском основом.
Примарни изазов Етиде оп. 10, бр. 12 лежи у истовременом свирању неумољивих шеснаестинских нота левом руком, док десна рука обликује широко распоређене октаве у легато мелодијске облике.
Техника леве руке у овом делу укључује равномерно свиране шеснаестинске ноте током целе композиције. Структура је у Шопеновом уобичајеном троделном облику (А–Б–А–кода). Уводна упечатљива фигурација прелази у главну апасионато мелодију. Навише усмерени форте тачкасти ритмови октавне мелодије и континуирана бурна пратња леве руке стварају велику драму са мало тренутака предаха. Комад се завршава подсећањем на увод у завршном силазном низу (са обе руке) који се спушта до Еф-дур акорда, на крају каденцирајући у Це-дуру (пикардијска терца).